# Liste der Kulturdenkmäler in Urbar (Rhein-Hunsrück-Kreis)
In der Liste der Kulturdenkmäler in Urbar sind alle Kulturdenkmäler der rheinland-pfälzischen Ortsgemeinde Urbar aufgeführt. Grundlage ist die Denkmalliste des Landes Rheinland-Pfalz (Stand: 27. Oktober 2023).

## Einzeldenkmäler
| Bezeichnung                           | Lage                                  | Baujahr         | Beschreibung | Bild                           |
| ------------------------------------- | ------------------------------------- | --------------- | --- | ------------------------------ |
| Katholische Filialkirche St. Antonius | Rheingoldstraße Lage                  |                 | barocker Turm, Umbau 1891. Schiff in modernen Formen errichtet 1954–57 nach Plänen des Architekten Hans Geimer aus Bitburg. Fenster des Glasmalers Jakob Schwarzkopf. | weitere Bilder Fotos hochladen |
| Backhaus                              | Rheingoldstraße Lage                  | 1837            | Bruchsteinbau verputzt, 1837 | Fotos hochladen                |
| Sankt-Antonius-Brunnen                | Rheingoldstraße, beim Backhaus Lage   | 1822            | Basaltquader-Brunnenstock, bezeichnet 1822 | Fotos hochladen                |
| Quereinhaus                           | Rheingoldstraße 35 Lage               | 19. Jahrhundert | Fachwerk-Quereinhaus, teilweise massiv, 19. Jahrhundert | BW                             |
| Friedhofskreuz                        | Weinbergstraße, auf dem Friedhof Lage | 1815            | Grabkreuz, bezeichnet 1815 | BW                             |
| Tunnelportal                          | östlich des Ortes Lage                | 1857–59         | Nordportal des Bett-Tunnels der linksrheinischen Eisenbahntrasse, 1857–59, reiche neugotische Architektur mit Zinnen und Türmchen                                     | weitere Bilder Fotos hochladen |
| Tunnelportal                          | östlich des Ortes Lage                | 1857–59         | Südportal des Bett-Tunnels der linksrheinischen Eisenbahntrasse, 1857–59, reiche neugotische Architektur mit Zinnen und Türmchen                                      | weitere Bilder Fotos hochladen |